# جون بينيت (لاعب كريكت)
جون بينيت (22 فبراير 1864 في المملكة المتحدة - 10 نوفمبر 1928 في المملكة المتحدة)  (بالإنجليزية: John Bennett)‏ هو لاعب كريكت بريطاني وبريطاني (وحمل سابقاً جنسية المملكة المتحدة لبريطانيا العظمى وأيرلندا). لعب مع نادي مقاطعة ديربيشاير للكريكت ‏.